# انریکو سالا
انریکو سالا (ایتالیایی: Enrico Sala; ۱۲ ژوئن ۱۸۹۱ – ۳ اوت ۱۹۷۹) دوچرخه‌سوار اهل ایتالیا بود.

## باشگاهی
از باشگاه‌هایی که در آن رکاب زده‌است می‌توان به تیم دوچرخه‌سواری بیانکی اشاره کرد.